# Утман, Жак
Жак Утман (фр. Jacques Houtmann; род. 27 марта 1935, Миркур, Лотарингия) — французский дирижёр.
Учился игре на скрипке и валторне в Консерватории Нанси, затем изучал дирижирование в Нормальной школе музыки в Париже, где среди его учителей были Жан Фурне и Анри Дютийё. В 1961 году выиграл Безансонский международный конкурс молодых дирижёров в номинации для «непрофессионалов» — музыкантов без завершённого дирижёрского образования. Затем совершенствовался как дирижёр в Италии под руководством Франко Феррары. В 1965 г. стал победителем Конкурса молодых дирижёров имени Димитриса Митропулоса в Нью-Йорке, после чего на протяжении года работал дирижёром-ассистентом в Нью-Йоркском филармоническом оркестре под руководством Леонарда Бернстайна (деля этот пост с Дж. Де Пристом и Эдо де Вартом). В 1971—1986 гг. возглавлял Ричмондский симфонический оркестр, затем вернулся во Францию и в 1986—1997 гг. руководил Филармоническим оркестром Лотарингии. С этим коллективом осуществил ряд записей, в числе которых Реквием Теодора Гуви, симфония и фортепианный концерт Карла Лёве, четыре концерта Марселя Ландовски; с Льежским филармоническим оркестром записал также три симфонии и Погребальную мессу Франсуа Госсека.